# Moissannes
Moissannes é uma comuna francesa na região administrativa da Nova Aquitânia, no departamento de Alto Vienne. Estende-se por uma área de 24,64 km². Em 2010 a comuna tinha 356 habitantes (densidade: 14,4 hab./km²).